# Jutta Lau
Jutta Lau (n. 28 septembrie 1955, Wustermark, Brandenburg, Germania) este o canotoare ce a reprezentat Republica Democrată Germană, medaliată olimpică. A participat la 2 ediții ale Jocurilor Olimpice (1976, 1980) în care a câștigat două medalii de aur.